# Klaus Buhlert
Klaus Buhlert (* 7. Juni 1950 in Oschersleben) ist ein deutscher Komponist, Hörspielregisseur und Hörspielautor.

## Leben
Klaus Buhlert wuchs in Sachsen-Anhalt auf und verließ die DDR im Jahr 1972. Er studierte Musik, Akustik und Informatik, ging 1980 zur Forschungsarbeit über Akustik an das Massachusetts Institute of Technology in Cambridge und promovierte 1981 an der Technischen Universität Berlin zum Dr.-Ing. über die Bestimmung von Körperschallanregung und Körperschallübertragung. Von 1983 bis 1986 war er Gastprofessor für Elektronische und Computer-Musik an der Technischen Universität Berlin. Heute arbeitet Klaus Buhlert als Komponist, Autor und Regisseur in Berlin.

## Werk
1983 lernte Klaus Buhlert George Tabori in London kennen, für den er seine erste Bühnenmusik schrieb. Die mehrjährige Zusammenarbeit mit Tabori hat Buhlerts Werk nachhaltig beeinflusst. Seitdem hat er über 70 Kompositionen für Theater, Hörspiel und Film geschaffen.
In der 1987 vom ZDF ausgestrahlten achtteiligen Rialto Film TV-Dokumentation Mit dem Wind um die Welt, dem Erstlingswerk von Matthias Wendlandt (Sohn des deutschen Filmproduzenten Horst Wendlandt), zeichnete er für die Titelmusik verantwortlich.
1994 steuerte er als einer von drei Komponisten des Gemeinschaftsprojekts A.O.S. den Song History (Repeats Itself)  zum Soundtrack von Oliver Stones Natural Born Killers bei.
Sein 1995 für den Bayerischen Rundfunk inszeniertes Hörspiel Hotels von Raoul Schrott wurde sogleich zum Hörspiel des Jahres gewählt. Für den Sender setzte er seitdem unter anderem Arno Schmidts Trilogie Nobodaddy's Kinder, Herman Melvilles Moby Dick oder Der Wal und Robert Musils Der Mann ohne Eigenschaften – Remix in Szene. Mehrere seiner Produktionen wurden zum Hörspiel des Monats, sein Stück Mosaik zum Hörspiel des Jahres 2005 gewählt. 2007 erhielt Buhlert für atlantis tapes eine Nominierung als einer von vier deutschen Beiträgen zum Prix Italia.
2012 wurde seine 22-stündige Bearbeitung des Ulysses für Südwestrundfunk und Deutschlandfunk erstgesendet. An der Produktion hatte er drei Jahre lang gearbeitet, mit davon 270 Tagen im Studio ist es die aufwändigste Rundfunk-Produktion in Deutschland.

## Auszeichnungen
Die zwanzigstündige Mammutproduktion Der Mann ohne Eigenschaften. Remix wurde 2005 mit dem Deutschen Hörbuchpreis ausgezeichnet (Skript: Katarina Agathos / Klaus Buhlert / Herbert Kapfer, Regie: Klaus Buhlert). Sie enthält nicht nur die zu Lebzeiten Musils veröffentlichten Romanfragmente, sondern auch den wissenschaftlich aufgearbeiteten Nachlass. Für die Jury setzte diese Produktion „Maßstäbe für künftige Hörspiele und Hörbücher obersten Ranges“.
Die Jury der Deutschen Akademie der Darstellenden Künste hat Mosaik von Klaus Buhlert, eine Koproduktion des Hessischen Rundfunks und des Deutschlandfunks, zum „Hörspiel des Jahres 2005“ ernannt. Ausgangspunkt für das Hörspiel waren Texte des früh verstorbenen Schriftstellers Konrad Bayer.

„Es gelingt Klaus Buhlert (mit einem sicher geführten Ensemble - Gottfried Breitfuß, Herbert Fritsch, Lars Rudolph, Bernhard Schütz und Jeanette Spassova) einen eigenen, neuen Ton für Bayer zu finden und, was einmal skandalträchtig war, in Vitalität umzusetzen. In einer fiktiven Aufnahmesituation präsentiert er Bayers Texte in assoziativer Folge und überträgt die Sprachskepsis des Schriftstellers dabei elegant auf die Produktions- und Rezeptionsbedingungen des akustischen Mediums. Damit bringt Buhlerts Stück einen Autor wieder ins Spiel, dem die Literatur und die Radiokunst der letzten vier Jahrzehnte starke Impulse verdanken.“

Seine CD-Produktion Ulysses wurde 2012 zum Hörbuch des Jahres gewählt und mit dem Deutschen Hörbuchpreis 2013 in der Kategorie "Bestes Hörspiel" ausgezeichnet. (Dramaturgie: Manfred Hess), 23 CDs, Hörverlag/SWR, DLF,
Das Hörspiel Coldhaven des Autors John Burnside, bei dem Buhlert für Übersetzung, Komposition und Regie verantwortlich war, wurde 2017 als Hörspiel des Jahres und im Folgejahr mit dem Hörspielpreis der Kriegsblinden ausgezeichnet.

## Hörspiele
- 1990: Irina Liebmann: März, Berlin – Regie: Jörg Jannings (RIAS Berlin/NDR) – Musik: Klaus Buhlert
- 1991: George Tabori: Wie man glücklich wird, ohne sich zu verausgaben (RIAS Berlin/SWF) – Regie: Jörg Jannings, Musik: Klaus Buhlert
- 1996: Klaus Buhlert: Assault/Anschlag. Sonographie eines Kopfes (BR Hörspiel und Medienkunst)
- 1997: Der Irre und der Blinde. Fragment eines Dialoges (BR Hörspiel und Medienkunst)
- 1997: Arno Schmidt: Schwarze Spiegel (BR Hörspiel und Medienkunst), Bearbeitung: Klaus Buhlert / Herbert Kapfer
- 1998: Arno Schmidt: Aus dem Leben eines Fauns
- 1998: Arno Schmidt: Brand's Haide (BR Hörspiel und Medienkunst)[3]
- 1999: Hugo Ball: Flametti oder: Vom Dandysmus der Armen (BR)
- 2002: Bernward Vesper Die Reise (HR)
- 2004: Bram Stoker/Friedrich Wilhelm Murnau: Nosferatu – Der doppelte Vampir (DLF)[4]
- 2004: George Grosz: Hirnzirkus-Gedankenflüge – Bearbeitung: Michael Farin (Hörspiel – DLR Berlin)
- 2005: Mit Texten von Konrad Bayer: Mosaik (HR/DLF)
- 2006 E. T. A. Hoffmann Serapions Brüder (BR Hörspiel und Medienkunst)
- 2007: Atlantis Tapes (Mit Texten von Francis Bacon, Heiner Müller, Joseph Beuys, Donovan und Gerhard Ahrens) (DLR/RBB)
- 2009 Hermann Broch: Die Schlafwandler (10 Teile) – (BR Hörspiel und Medienkunst)[5]
- 2012: James Joyce: Ulysses – Hörspiel in 18 Teilen (SWR/DLF)
- 2013: Elias Canetti: Die Blendung – Hörspiel in 12 Teilen (BR/ORF)
- 2014: Heinrich von Kleist: Frauen Geschichten: Radio Penthesilea. Frei nach Motiven aus Heinrich von Kleists Drama Penthesilea – Produktion, Bearbeitung und Regie: Julia Wissert; Katrin Herm; Peter Blum; David Schnaegelberger; Klaus Buhlert (Hörspielbearbeitung – SWR/Mozarteum Salzburg)
- 2014: Raoul Schrott: Theogonie 2-teiliges Hörspiel (SWR/NDR)
- 2015: Michail Bulgakow: Meister und Margerita in der Übersetzung von Alexander Nitzberg (12 Teile) – (BR Hörspiel und Medienkunst)[6]
- 2015: John Burnside: Der Baucan (SWR)
- 2016: Roland Schimmelpfennig: Diese Nacht wird alles anders (SWR)
- 2016: Franz Kafka: Das Schloss – Hörspiel in 12 Teilen. (BR Hörspiel und Medienkunst)[7]
- 2017: John Burnside: Coldhaven (SWR)
- 2017: Klaus Buhlert: Twittering Machine (SWR)
- 2018: Ford Madox Ford: Das Ende der Paraden – Hörspiel in 7 Teilen (BR Hörspiel und Medienkunst)
- 2018: Klaus Buhlert: Hölderlin. Geschichte einer Abschiebung (BR Hörspiel und Medienkunst)
- 2018: Pawel Salzman: Die Welpen (DLF Kultur)
- 2020: Thomas Pynchon: Die Enden der Parabel (SWR)
- 2021: George Orwell: 1984 (BR/Deutschlandfunk Kultur)[8]
- 2024: absolute zero! (Deutschlandfunk Kultur)[9]